# Pterozonium tropiphorum
Pterozonium tropiphorum är en mångfotingart som först beskrevs av Carl Graf Attems 1900.  Pterozonium tropiphorum ingår i släktet Pterozonium och familjen Siphonophoridae. Inga underarter finns listade i Catalogue of Life.